# Крупшево (Торжоцький район)
Крупшево (рос. Крупшево) — присілок в Торжоцькому районі Тверської області Російської Федерації.
Населення становить 66 осіб. Входить до складу муніципального утворення Мар'їнське сільське поселення.

## Історія
Від 2005 року входить до складу муніципального утворення Мар'їнське сільське поселення.

## Населення
| 2010 |
| ---- |
| 66   |